# Ficus bussei
Ficus bussei là một loài thực vật có hoa trong họ Moraceae. Loài này được Warb. ex Mildbr. & Burret mô tả khoa học đầu tiên năm 1911.